# Гува (река)
Гува (также Бала, Уч-Кош; укр. Гува, крымскотат. Guva, Гува) — река в Крыму, левый приток Дерекойки (Быстрой). Длина реки 1,5 км, площадь водосборного бассейна — 4,8 км², среднемноголетний сток, на гидропосте Васильевка — 0,208 м³/с (по другим данным — 0,21 м³/с). В сборнике «Крымское государственное заповедно-охотничье хозяйство им. В. В. Куйбышева» 1963 года у Гувы записаны площадь бассейна 4,3 км², высота истока 380 м, устья — 70 м, уклон реки 205 м/км². На топографическом плане города Ялты (масштаб 1:2000) исток реки Гува указан в точке с координатами 44.57403404 северной широты, 34.19812202 восточной долготы на высоте 1400 метров над уровнем моря, при этом длина русла от истока до высоты уреза 569 составляет 3,7 км, на этом протяжении русло указывается как пересыхающее, ниже до самого устья русло реки указано как постоянное, протяжённость русла с постоянным течением составляет 4,3 км, общая длина русла (с временным и постоянным течением) составляет 8,0 км.

## Название
Название реки Гува взято из греческого языка: греч. γοὖβα — «яма, выбоина». Николай Васильевич Рухлов в работе «Обзор речных долин горной части Крыма» употребляет для частей реки названия Уч-Кош и Бала.

## География
По данным Рухлова река начинается на Никитской яйле, между вершинами Демир-Капу и Кемаль-Эгерек, в верховье — ущелье Уч-Кош, на высоте 1347 м, из маломощного источника Уч-Кош верхний на высоте 1351 м над уровнем моря. Ниже ущелья река называлась Бала, а от Ай-Василя до Дерекоя уже Гува, течёт преимущественно в южном направлении.
По другой версии исток реки Гува — Массандровский водопад — каптированный карстовый источник на юго-западном склоне Никитской яйлы (южный склон Крымских гор). Источник находится среди скал и лесного массива на высоте 240 м над уровнем моря. Массандровский водопад — мощный карстовый источник с наибольшим расходом воды в паводок в 22,8 м³/с.
Согласно справочнику «Поверхностные водные объекты Крыма», притоков у Гувы нет. Имеются варианты, что по Уч-Кошу течёт правый приток Бала, без указания, где она впадает в Гуву. Гува впадает в Дерекойку в 2,9 км от устья, раньше устьем Гувы считалось устье Дерекойки.
В нижнем течении вдоль реки с южной стороны располагается парк Победы и проходит автодорога 35А-002 (Симферополь-Ялта).

## История
Массандровский водопад — исток Гувы — использовался для водоснабжения Массандровского имения князя М. С. Воронцова и всей Ялты. На реке Гува в прошлом работала малая гидроэлектростанция с максимальной мощностью 50 л. с.. Водоохранная зона реки установлена в 50 м.

## В искусстве
А. И. Куприн в повести Гранатовый браслет описывает ущелье Уч-Кош как места гуляний высшего ялтинского общества: «Прошлым летом, — сказала Анна лукаво, — мы из Ялты поехали большой кавалькадой верхом на Уч-Кош. Это там, за лесничеством, выше водопада. Попали сначала в облако, было очень сыро и плохо видно, а мы все поднимались вверх по крутой тропинке между соснами. И вдруг как-то сразу окончился лес, и мы вышли из тумана. Вообрази себе: узенькая площадка на скале, и под ногами у нас пропасть. Деревни внизу кажутся не больше спичечной коробки, леса и сады — как мелкая травка. Вся местность спускается к морю, точно географическая карта. А там дальше — море! Верст на пятьдесят, на сто вперед. Мне казалось — я повисла в воздухе и вот-вот полечу. Такая красота, такая легкость!»